# 鉄券

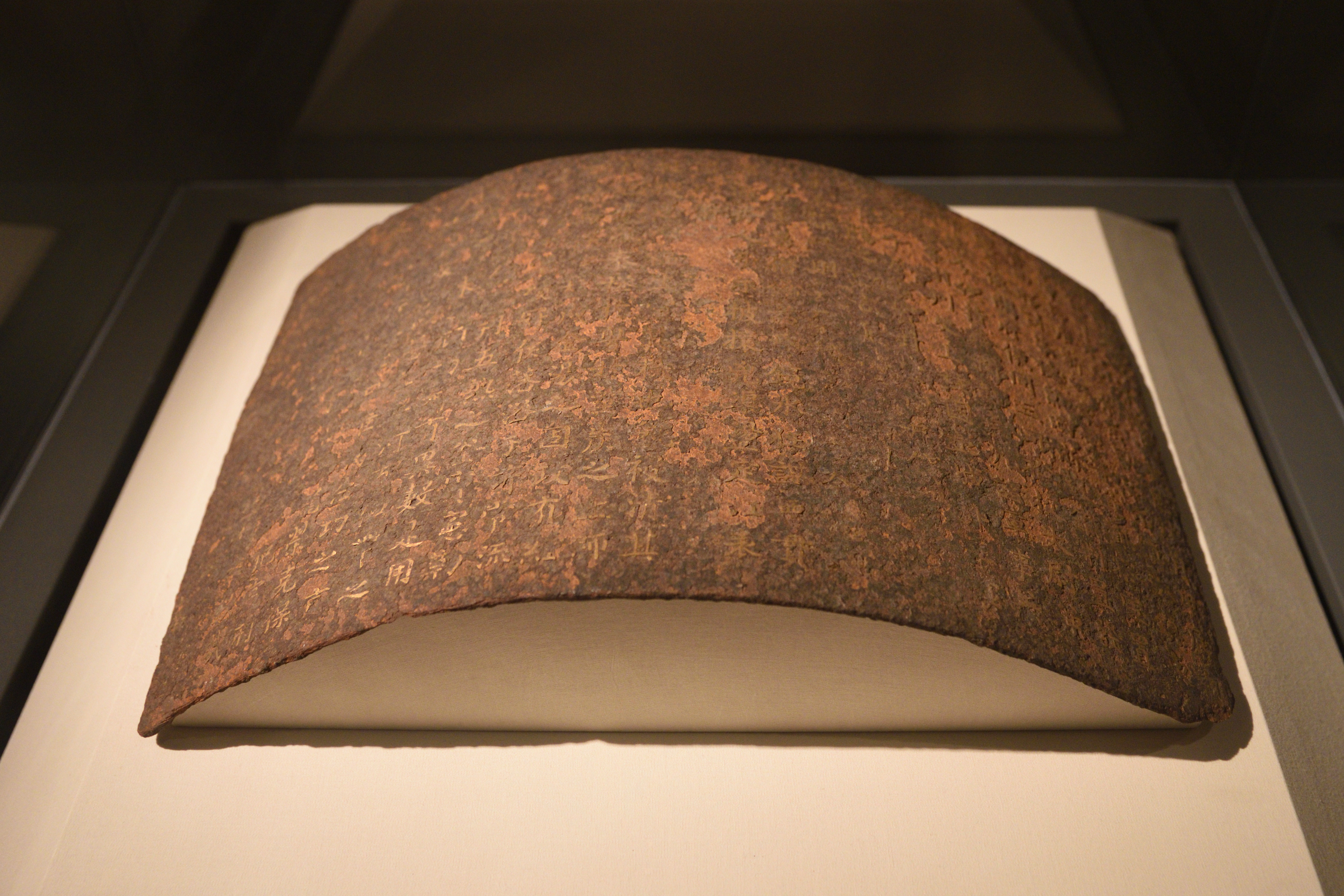
十国呉越の創建者銭鏐が受けた「鉄券」，中国国家博物館所蔵

鉄券（てっけん）とは、前近代の中国において君主が臣下に対して誓約を行う際に用いる鉄製の割符（契）。
鉄券は元は鉄契とも称され、漢の劉邦が即位後に諸侯を封じた際に与えたのが最初とされている。以降、明に至るまで歴代王朝で用いられた（契丹族の遼や女真族の金でも採用されていた形跡がある）。また漢や明のように出自が低い皇帝の建国時や、唐の後期から五代にかけての皇帝権力が弱体化した時期には臣下に対する鉄券が多く出された。対して皇帝の専制権力が確立されていた宋では、一部の反乱者などに出されたことがあるものの数える程で、靖康の変のような存亡の危機の時でも鉄券を臣下に出すことはなかった。
鉄券は合符の形式で作成され、片方を君主が、片方を授与された臣下が保管した。表面に誓約内容が刻まれ、漢では誓約文言に丹が、以降の王朝では黄金が流されたことから、「丹書鉄券」「金書鉄券」とも称された。
漢の時代には諸侯を封じる際に用いられたが、時代が下るにつれて異民族との不可侵や敵の降将に対する生命・身分の保証などにも、君主による約束の内容を保証する物的証拠として作成された。内容としてもっとも典型的なのは死刑を含めた刑法上の処罰の免除、諸侯に対しては封禄の保証、異民族に対しては不可侵などが約束されていた。もっとも約束の内容が常に保証された訳ではなく、君主の翻意や他の群臣たちの意見によって鉄券の文言が反故にされる場合も発生し得た（それによって社会的な批判を受ける場合もあった）。